# Hjulsta ekhagars naturreservat
Hjulsta ekhagars naturreservat är ett naturreservat i Enköpings kommun i Uppsala län.
Området är naturskyddat sedan 2000 och är 23 hektar stort. Reservatet består av hagmarker med ekar, gravfält och stensättningar.